# ジェイムズ・ガスリー (画家)
ジェイムズ・ガスリー（James Guthrie, 1859年 - 1930年）は、スコットランドの画家。主に風俗画、肖像画を描いた。

## 略歴
ガスリーは1859年にスコットランドのグリーノックで福音派教会（Evangelical Union church）の牧師の息子に生まれた。ガスリーの時代の多くのイギリスの画家はフランスのパリで学んだが、ガスリーは国外へは出ないで、生涯のほとんどをスコティッシュ・ボーダーズで過ごした。
作風はフランスの印象派や自然派の画家ジュール・バスティアン＝ルパージュの影響を強く受けており、1880年代から1890年代にかけて、ジョセフ・クローホール（Joseph Crawhall)やトーマス・ミリー・ダウ(Thomas Millie Dow)といった画家とともにグラスゴー・ボーイズと呼ばれる後期印象派のグループを形成した。
1888年に王立スコットランド・アカデミーの準会員に選ばれ、1892年に正会員に選ばれた。1902年にジョージ・リード(George Reid: 1841–1913)の後任として王立スコットランド・アカデミーの会長に選ばれ、 翌年、ナイトに叙階された。1920年にベルギー国王から、王冠勲章(Order of the Crown)を受章した。

## 作品

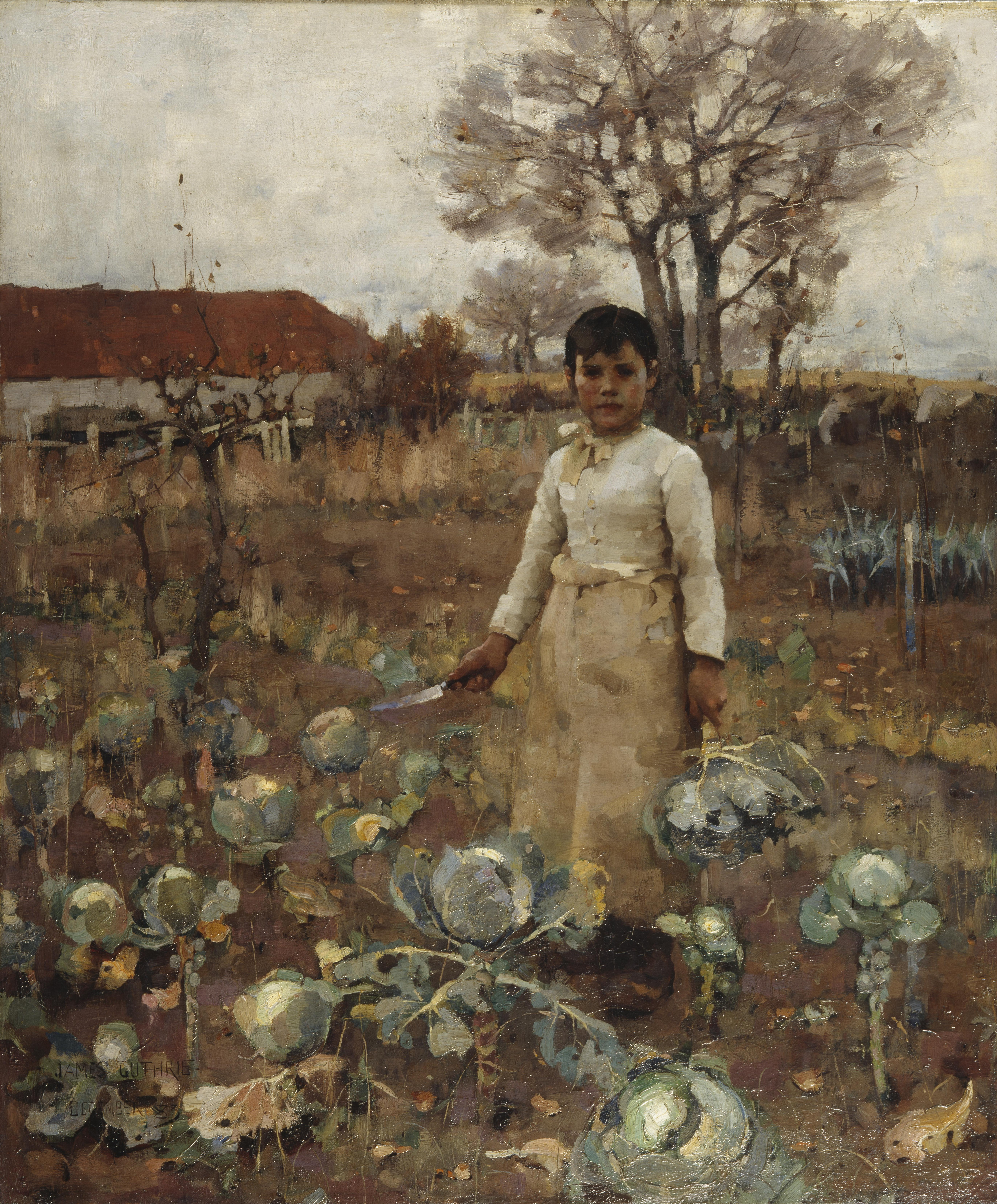
"A hind's daughter"(1883)
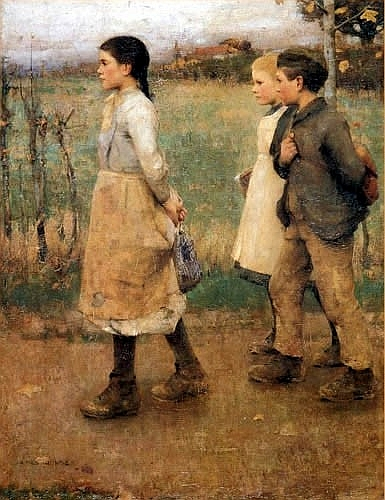
"Schoolmates" (1884)
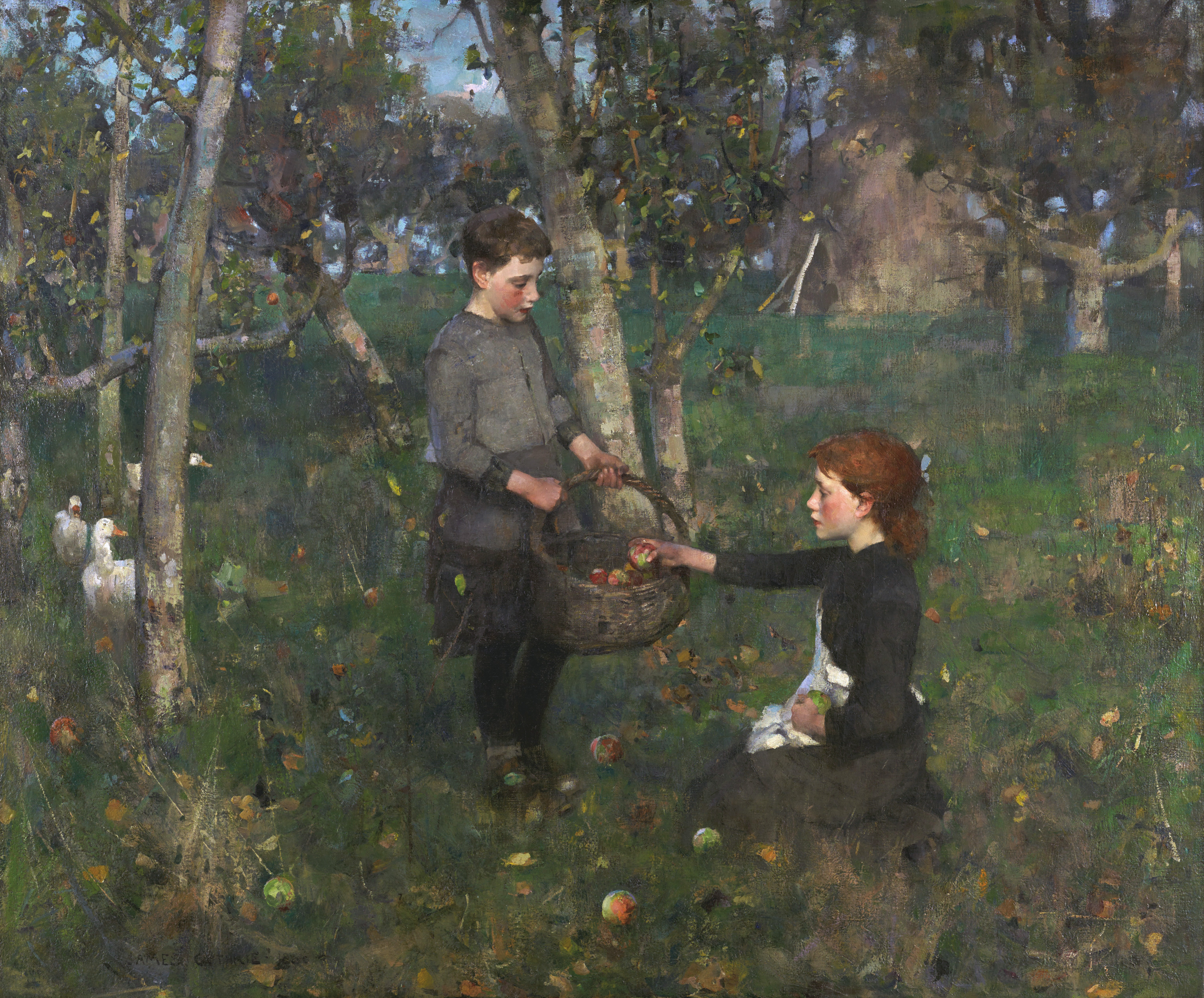
"In the Orchard" (1885-86)
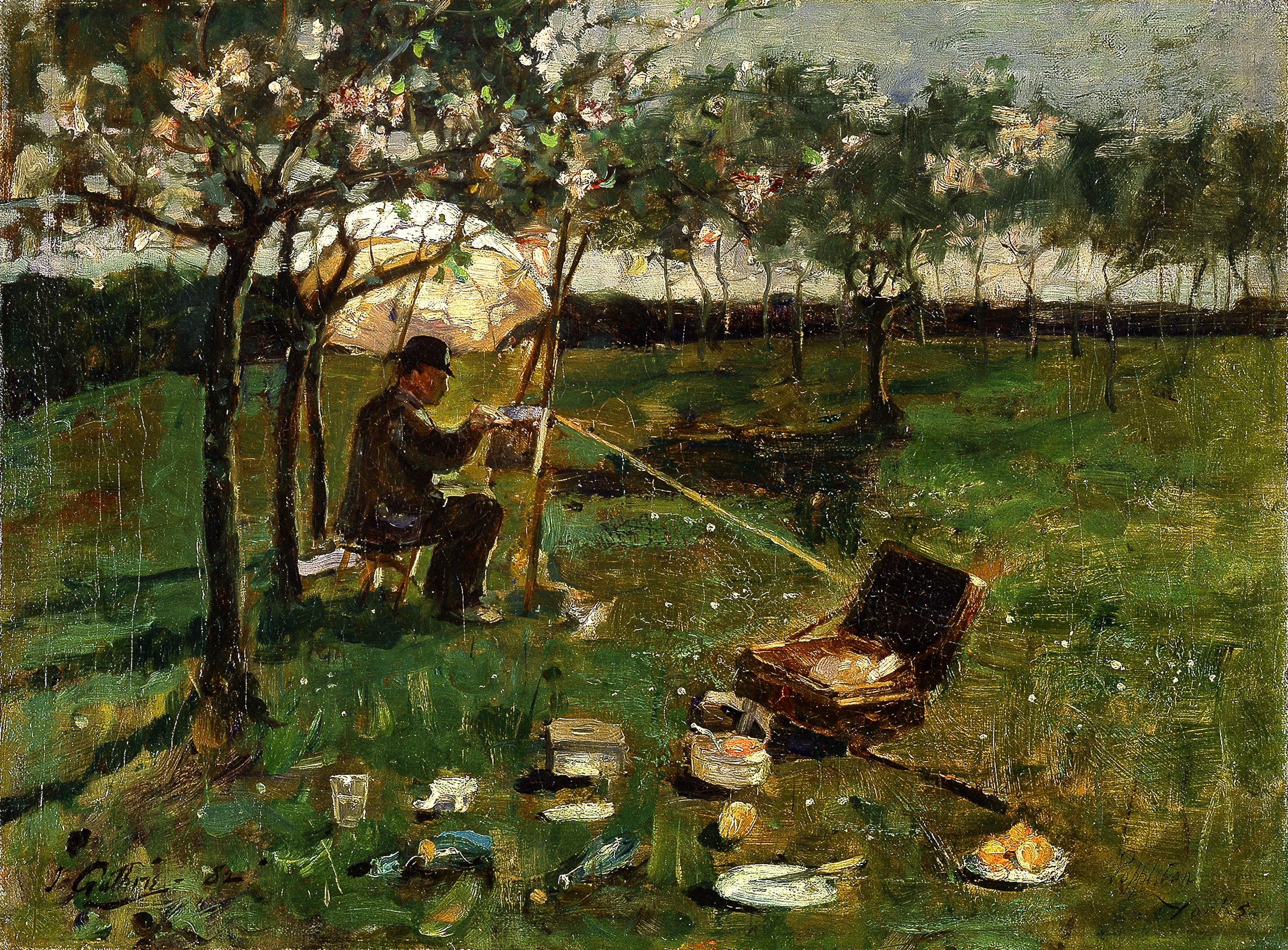
"Poppleton" (1882)

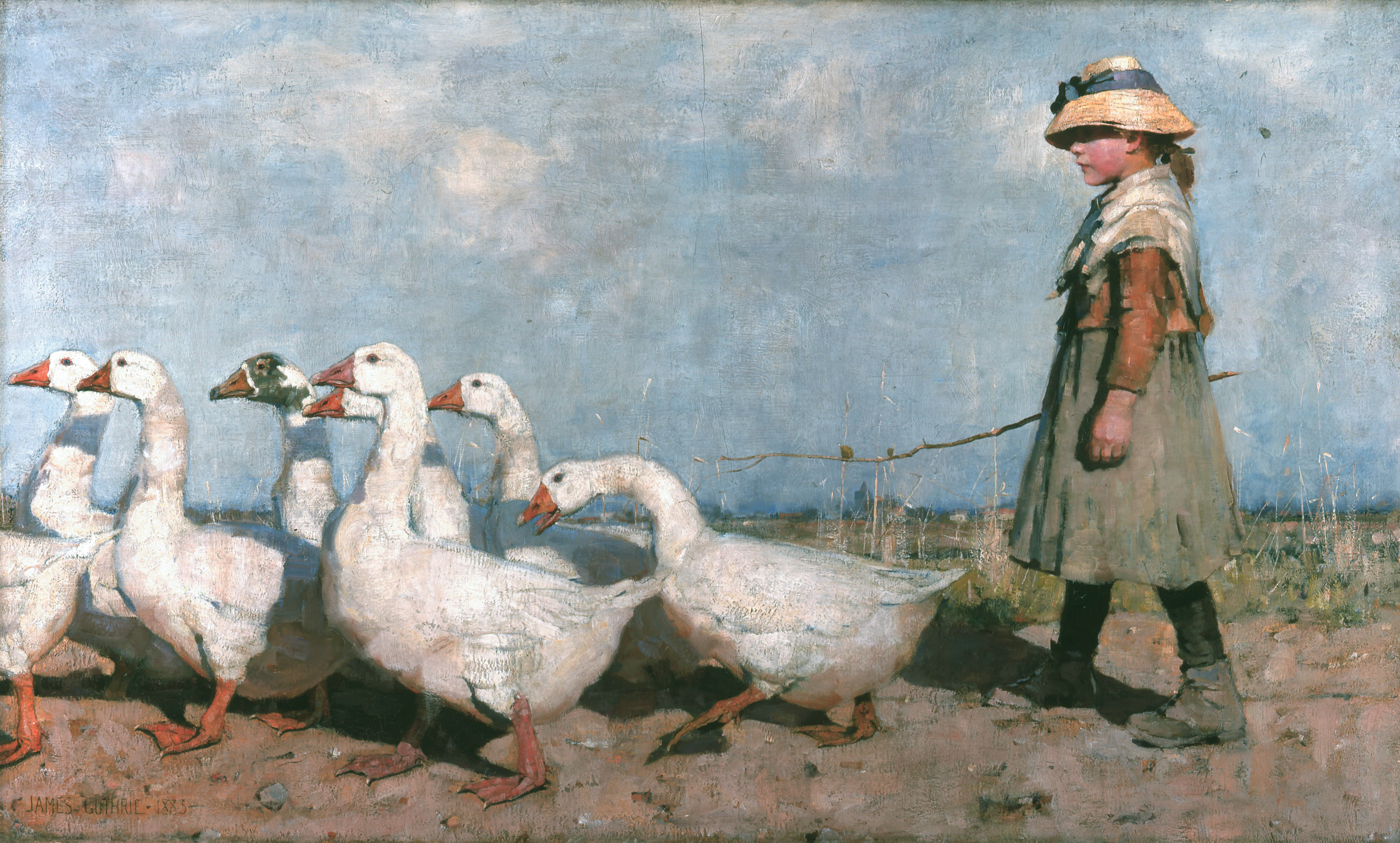
"To pastures new" (1883)
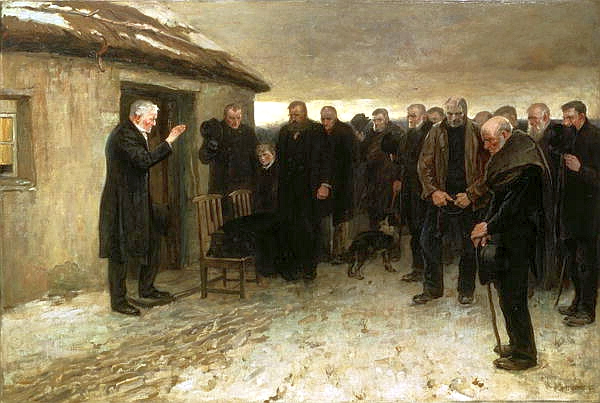
"A Highland Funeral" (1882)
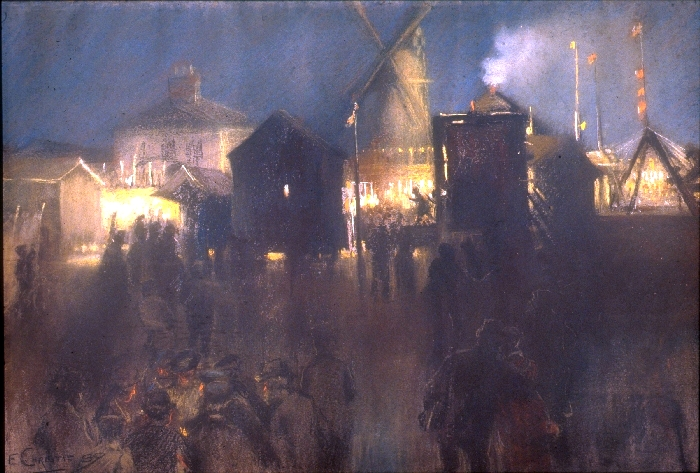
"A Fairground At Night" (1889)